# Arnould Ier de Guînes
Pour les articles homonymes, voir Arnould.
Arnould Ier, mort en 1169, seigneur de Tournehem, comte de Guînes, est le fils de Wenemar, châtelain de Gand, seigneur de Bornhem et de Gisèle ou Gilette, sœur de Manassès Ier de Guînes, comte de Guînes.

## Biographie
Usurpateur du comté de Guînes, il en devient légitime héritier après la mort de Béatrix de Bourbourg.
Arnoul de Gand, fils aîné de Wenemar, châtelain de Gand, s'intéresse très tôt au comté de Guînes. Il est présent avec son oncle Manassès Ier de Guînes à Saint-Omer, le 14 avril 1127 lorsque le comte de Flandre Guillaume Cliton confirme les lois et coutumes de la ville. Il est encore présent en 1136, lorsque Manassès fait une donation à l'abbaye Saint-Léonard de Guînes, donation faite avec le consentement d'Arnould.
En tant que fils aîné du châtelain de Gand, il aurait pu succéder à ce dernier, mais il convoite le comté de Guînes en constatant que le comte Manassès vieillit et qu'il est quasi dénué de lignée : Manassès n'a pas de fils, n'a qu'une seule fille et héritière Sibylle de Guînes, épouse du châtelain de Bourbourg, Henri Ier de Bourbourg (châtellenie de Bourbourg; famille de Bourbourg), qui va mourir en couches en 1137, avant son père, et elle n'aura qu'une seule fille Béatrix de Bourbourg, à la santé très précaire.
Arnould rassemble des chevaliers de son sang et de son lignage et vient demander à son oncle de lui donner un fief pour maintenir son rang et pour l'avancement de son honneur. Manassès parait avoir apprécié la vigueur et l'audace de son neveu, qui semblait présenter les caractères nécessaires pour assurer l'avenir du comté de Guînes, en particulier avec des vassaux aussi remuants que les seigneurs d'Ardres, dans l'hypothèse où sa fille n'aurait pas de descendance assurée. Il donne donc à Arnould la ville et seigneurie de Tournehem et lui permet ainsi de s'implanter dans le comté.
Arnould recherche alors des alliés et à cette fin se rapproche de Guillaume II de Saint-Omer, (maison de Saint-Omer), proche voisin du comté de Guînes, comptant de nombreux alliés et parents. Guillaume II, châtelain de Saint-Omer, fils et successeur d'Hoston, avait épousé Milesende, fille d'Arnould, seigneur de Picquigny, vidame d'Amiens. Le couple avait plusieurs fils, dont Gautier et Guillaume, futurs châtelains qui vont s'illustrer en Terre sainte, et Hugues seigneur de Fauquembergues. Pour renforcer l'alliance, Arnould épouse une des filles de Guillaume II.

### Conquête du comté de Guînes
La mort de Manassès en 1137 donne naissance à une longue guerre entre Béatrix de Bourbourg, petite-fille et héritière du comte Manassès, femme d'un noble anglais, nommé Albert le Sanglier, et Arnould. Les intérêts de Béatrix étaient défendus par son père Henri Ier de Bourbourg (famille de Bourbourg). Arnoul soutint ses prétentions malgré les ordres du comte Thierry d'Alsace, qui l'en punit en confisquant, après la mort de Wenemar, la châtellenie de Gand, qu'il donna au châtelain de Courtrai. Henri de Bourbourg fait revenir Albert le Sanglier, très occupé dans l'entourage du roi d'Angleterre Étienne II (Étienne de Blois), pour qu'il reprenne le comté, il revient, se fait reconnaître en tant que comte légitime. Arnould persiste dans son entreprise. Il envahit le comté de Guînes, en profitant du fait que Béatrix de Bourbourg était plus ou moins abandonnée par son mari retourné en Angleterre après avoir confié ses intérêts à Guînes à Arnould de Hames, surnommé le Mangeur. Appuyé par le châtelain de Saint-Omer, son beau-père, par les frères de sa femme, par Arnould, vicomte de Mark, (Marck), par Baudouin d'Ardres, fils cadet d'Arnould II d'Ardres, (seigneurs d'Ardres), et par de nombreux seigneurs et barons du comté de Guînes, il s'empare de Guînes. Arnould de Hames se retire à Audruicq, et y reçoit l'aide d'Henri Ier de Bourbourg. Les deux résistent aux assauts d'Arnould de Gand mais doivent finalement se retirer à Bourbourg. Arnould de Gand reste le maître du comté sauf la forteresse d'Aumerval, près d'Audruicq, dans le pays de Bredenarde. Arnould néglige de s'en emparer, pensant qu'elle n'était plus que ruines, mais Henri de Bourbourg l'avait fait restaurer, et il s'y installe avec l'objectif de reprendre le pays de Bredenarde. Arnould convoque alors les barons du comté à Audruicq et marche sur Aumerval. Les assiégés font une sortie, tuent plusieurs alliés d'Arnould, dont Gosson de Norhout et blessent Baudouin d'Ardres à la tête. Arnould ramène Baudouin à Ardres, Henri en profite pour quitter Aumerval pour se replier à Bourbourg. Arnould prend Aumerval et domine ainsi tout le comté de Guînes.  
Une nouvelle difficulté apparait alors : conseillé par l'abbé de la Capelle, Baudouin d'Ardres s'éloigne. Henri de Bourbourg va aller rencontrer Baudouin et s'en fait un allié en lui faisant épouser Béatrix, qu'Henri avait séparée de son premier mari. Baudouin d'Ardres devient officiellement comte de Guînes légitime du fait de ce mariage. Mais Béatrix meurt, Baudouin d'Ardres n'a pas d'héritier d'elle et perd toute légitimité à prétendre au comté, Arnould de Gand devient l'héritier légitime et ainsi, après cinq années de combats, reste possesseur du comté de Guînes, en 1142.
Il eut, lui aussi, un concurrent, Geofroi V, seigneur de Sémur en Brionnais, lequel prétendait à ce comté comme fils d'Alix, sœur aînée de Manassès Ier de Guînes, dont Gisèle ou Gilette, mère d'Arnould, n'était que sœur cadette. Mais Alix était morte depuis longtemps, tandis que la mère d'Arnould était encore vivante ; ce qui excluait Geofroi, la représentation n'ayant pas lieu dans le pays. Geofroi n'insiste pas.
Arnould abandonne alors le nom de Gand et prend alors les armes et le nom de Guînes.
Quelques mois plus tard, toujours en 1142, dans une charte de Thierry d'Alsace, le nouveau statut d'Arnould est officialisé, il est appelé comte de Guînes en présence des principaux seigneurs du pays, le comte de Soissons, et son frère, Gislebert châtelain de Bergues, Guillaume châtelain de Saint-Omer, Michel châtelain de Cassel, les châtelains d'Ypres, de Lille, de Bruges, de Bailleul...et aussi d'Henri Ier de Bourbourg, en tant que châtelain de Bourbourg, qui ne peut que s'incliner.

### Comte de Guînes
Arnould Ier de Guînes fait partie de la cour du comte de Flandre, il est mentionné à plusieurs reprises sur diverses chartes des années, 1150, 1151 et années suivantes, relatives à Thérouanne, l'abbaye de Saint-Bertin, l'abbaye de Clairmarais. 
Il passe lui-même différentes chartes, où se remarquent sa grandeur, sa puissance, ainsi que sa piété et sa dévotion.
Il est le bienfaiteur de nombreuses églises en leur accordant des libéralités. En 1145, Arnould, sa femme Mathilde et leur fils Baudouin donnent à l'abbaye de Clairmarais tout ce qu'ils possédaient à Niwerlede (sans doute Nieurlet) par concession de Thierry d'Alsace, ainsi que d'autres biens; la charte contient également des dispositions relatives au creusement des fossés. Il amortit des terres et marais données à l'abbaye par Gaucher de Seltun et ses fils Henry et Manassès. Vers 1150, il donne toutes libertés aux hommes de l'abbaye de Saint-Bertin habitant à Scales (sans doute Escalles). Il les exempte de toute exaction, moyennant le paiement de deux sous et six deniers pro fressenge. À la même époque, Arnould, Mathilde sa femme, et leurs fils Baudouin et Guillaume, exemptent du tonlieu (impôt sur les marchandises) qui se lève pour le passage en Angleterre aux abbayes de Clairvaux, de Clairmarais, à l'abbaye Saint-Pierre de Gand ainsi qu'à tous les monastères du même ordre que celui de Clairvaux. L'abbaye de Saint-Bertin et l'abbaye de Blandin (abbaye Saint-Pierre de Gand) bénéficient du même privilège : la charte concernant Saint-Bertin est passée à la demande d'Hoston,chevalier du temple et beau-frère d'Arnould, qui la signe en tant que témoin, de même que Gautier châtelain de Saint-Omer, et autres seigneurs. Arnould supprime péage et impôts aux voyageurs des dites églises passant sur ses terres.
En 1160, Arnould assiste à la détection du corps de sainte Rotrude en l'abbaye Saint-Médard d'Andres, que Milon évêque de Thérouanne montre au peuple. Il va quelques années plus tard prendre le parti de Pierre, abbé d'Andres, contre Baudouin de Campagne, seigneur d'Hames (Hames-Boucres) et obtient le retour de Pierre, contraint par Baudouin de se retirer en Poitou.
Il se rend ensuite en Angleterre pour visiter les biens reçus d'Emma d'Arques ou de Tancarville, épouse de Manassès. Il est atteint d'une maladie à Newington où il meurt en 1169. Son corps fut ramené à l'hôpital de Saint-Inglevert, où il avait élu sa sépulture et auquel il avait par testament légué ses armes, chevaux, chiens et oiseaux de chasse.
Lambert d'Ardres le qualifie de « très vaillant chevalier entre tous les chevaliers de son siècle ».

## Mariage et enfants
Il épouse Mahaud de Saint-Omer (° v. 1115), ou Mathilde, fille de Guillaume II de Saint-Omer et de Mélisende de Picquigny. Arnould lui assigne pour douaire la terre de Tournehem, où le couple réside avant la mort de Manassès Ier de Guînes. Ils ont pour enfants :
- Baudouin II de Guînes (° v. 1135 † 2 janvier 1205) ;
- Guillaume, reçoit ce prénom du nom de Guillaume, châtelain de Saint-Omer, son aïeul maternel. Il porte les armes de Guînes, brisées d'un bâton en bande. Il épouse Flandrine de Saint-Pol, fille d'Anselme, comte de Saint-Pol. . Ils donnent ensemble à l'abbaye Saint-Léonard de Guînes, la dîme des terres nouvelles qu'ils possédaient dans les paroisses de Saint-Bertin, de Saint-Pierre et de Saint-Médard de Guînes, don qui sera confirmé par son frère le comte Baudouin II. Guillaume est témoin de la confirmation d'une charte en faveur de l'ababye d'Andres, faite par son frère Baudouin II[13]. Celui-ci lui donne, avec le consentement de son fils Arnould, seigneur d'Ardres, futur Arnould II de Guînes, le fief de Bochout près d'Aquinne qui provenait d'un ancien don de l'évêque de Thérouanne aux fondateurs de la dynastie des seigneurs d'Ardres[14]. Guillaume souscrit une charte de Didier, évêque de Thérouanne datée de 1177, et deux autres chartes de Guillaume, châtelain de Saint-Omer en 1187 et 1193, en faveur de l'abbaye de Saint-Bertin. À la fin de sa vie, en 1218, il rend à l'abbaye d'Andres un étang ou vivier, situé entre Boquerdes et Fontaines, qu'il avait pris et retenu du temps de l'abbé Pierre. Le couple a pour enfants Guillaume et Baudouin[15],[16]. Guillaume dit le Jeune, va confirmer renoncer à tous ses droits sur l'étang évoqué en 1218 avec le consentement d'Arnould II de Guînes, comte de Guînes, son cousin germain. Son frère cadet Baudouin souscrit avec son père à une charte expédiée par Baudouin II en faveur de l'abbaye d'Andres en 1202[16] ;
- Manassès, a reçu ce prénom en mémoire de Manassès Ier, son grand-oncle maternel[16] ;
- Siger, reprit le nom de Gand que son père avait quitté, et continua la lignée des châtelains de Gand[16] ;
- Arnould, mort jeune, inhumé dans l'abbaye d'Andres, où ses frères Manassès et Siger conduisirent son corps[16] ;
- Marguerite, épouse d'abord Eustache III de Fiennes, puis le vicomte Roger, châtelain de Courtrai et châtelain de Gand (voir Liste des châtelains de Gand) ;
- Béatrix de Guînes (°v.1140 †?) qui prend pour premier mari Guillaume Faramus, seigneur de Tingry, mort sans enfants. Son héritière fut Sibylle de Tingry sa sœur mariée à Enguerrand de Fiennes, frère et successeur d'Eustache le Jeune, puis épouse Hugues châtelain de Beaumetz[17] ;
- Adelis de Guînes, se marie d'abord avec Renaut châtelain de Lille, mort sans héritiers, puis avec Robert de Wavrin, seigneur de Sainghin (soit Sainghin-en-Mélantois soit Sainghin-en-Weppes), frère de Hellin de Wavrin, sénéchal de Flandre, (Maison de Wavrin)[17] ;
- Eufémie de Guînes, religieuse puis abbesse de Saint-Léonard de Guînes[17] ;
- Luthgarde de Guînes, religieuse puis abbesse de Saint-Léonard après sa sœur[17] ;
- Mahaut de Guînes, ainsi nommée du nom de Mahaut de Saint-Omer sa mère, épouse Baudouin de Hondescote (Hondschoote), fils de Guillaume Moran, seigneur d'Hondschoote[17] ;
- Gisle de Guînes, prend pour époux Gauthier de Pollar, seigneur d'Ag, dont entre autres enfants Mahaut de Pollar épouse d'Eustache de Hames[17] ;
- Agnès de Guînes passa en terre sainte où ses cousins, enfants de Gautier de Saint-Omer, prince de Tabarie (seigneur de Tibérias, voir Maison de Saint-Omer), la marièrent avec un seigneur local. Elle mourut rapidement, empoisonnée[17].

### Sources
- L'art de vérifier les dates des faits historiques, des chartes, des chroniques et autres anciens… par Maur-François Dantine, Charles Clémencet, Saint-Allais (Nicolas Viton), Ursin Durand, François Clément.
- Notice historique sur l'état ancien et moderne du Calaisis, de l'Ardresis et des pays de… par Pierre Jean M. Collet.
- M. Prevost, « Arnoul, comtes de Guînes », dans Dictionnaire de Biographie française, Tome 3, 1939, Paris, Letouzey et Ané.
- André Du Chesne, Histoire généalogique des maisons de Guines, d'Ardres, de Gand et de Coucy et de quelques autres familles illustres, Paris, 1632, lire en ligne.
- Alphonse Wauters,Table chronologique des chartes et diplômes imprimés concernant l'histoire de la Belgique, 10 volumes en 11 tomes, Bruxelles, 1866 à 1904.